# Lithodes paulayi
Lithodes paulayi is een tienpotigensoort uit de familie van de Lithodidae. De wetenschappelijke naam van de soort is voor het eerst geldig gepubliceerd in 2008 door Macpherson & Chan.